# Cymopterus beckii
Cymopterus beckii är en flockblommig växtart som beskrevs av Stanley Larson Welsh och S.Goodrich. Cymopterus beckii ingår i släktet Cymopterus och familjen flockblommiga växter. Inga underarter finns listade i Catalogue of Life.